# Samsung Galaxy S7
Samsung Galaxy S7 pametni je telefon iz Samsungove Galaxy S serije koja postoji još od 2010. godine. Nasljednik je Samsung Galaxya S6, a predstavljen je na Mobile World Congressu u Barceloni 22. siječnja 2016. godine. Temelji se na Googleovom operacijskom sustavu Android.

## Značajke
- Mreža
  - 2G mreža - GSM 850 / 900 / 1800 / 1900 - SIM 1 & SIM 2 (Samo Dual-SIM model)
  - 3G mreža - HSDPA 850 / 900 / 1700(AWS) / 1900 / 2100 - G930F, TD-SCDMA
  - 4G mreža - LTE band 1(2100), 2(1900), 3(1800), 4(1700/2100), 5(850), 7(2600), 8(900), 12(700), 13(700), 17(700), 18(800), 19(800), 20(800), 25(1900), 26(850), 28(700), 38(2600), 39(1900), 40(2300), 41(2500) - G930F
  - Brzina: HSPA 42.2/5.76 Mbps, LTE-A (3CA) Cat9 450/50 Mbps
  - GPRS: Da
  - EDGE: Da
- Tijelo
  - Dimenzije
- 142.4 x 69.6 x 7.9 mm
- Masa: 152g
- Materijal: Corning Gorilla Glass 4 stražnji panel
  - SIM: Single SIM (Nano-SIM) or Dual SIM (Nano-SIM, dual stand-by) 
Samsung Pay (Visa, MasterCard certifikat) 
IP68 certifikat - otporan na prašinu i vodu do 1.5 metar 30 minuta
- Zaslon
  - Vrsta: Super AMOLED capacitive touchscreen, 16M colors
  - Veličina: 5.1" (inča)
  - Rezolucija: 1440 x 2560 pixels
  - Multitouch: Da
  - Zaštita: Corning Gorilla Glass 4 
Always-on display 
TouchWiz UI
- Platforma
  - Operativni sustav: Android OS, v6.0 (Marshmallow), nadogradiv na v8.0 (Oreo)
  - Chipset: Qualcomm MSM8996 Snapdragon 820 
Exynos 8890 Octa
  - Procesor: Quad-core (2x2.15 GHz Kryo & 2x1.6 GHz Kryo) 
Octa-core (4x2.3 GHz Mongoose & 4x1.6 GHz Cortex-A53)
  - Grafika: Adreno 530 
Mali-T880 MP12
- Memorija
  - SD slot: MicroSD (do 256GB)
  - Interna memorija: 32GB / 64GB
  - Radna memorija: 4GB
- Kamera
  - Prednja: 12 MP, f/1.7, 26mm, autofokus, OIS, LED flash
  - Stražnja: 5 MP, 1/4.1" veličina senzora, 1.34 µm veličina piksela, f/1.7, 22mm, dual video, Auto HDR
  - Video: 2160p@30fps, 1080p@60fps, 720p@240fps, HDR, dual-video
  - Mogućnosti: 1/2.5" veličina senzora, 1.4 µm veličina piksela, geo-označivane, 4K rezolucija videa i 9MP snimanje fotografija, dodirni fokus, detektor lica / osmijeha, Auto HDR, panorama
- Zvuk
  - Vrste obavijesti: Vibration; MP3, WAV melodije
  - Zvučnik: Da
  - 3.5mm jack: Da 
24-bit/192kHz audio 
Poništavanje šuma s priloženim mikrofonom
- Prednosti
  - WLAN: Wi-Fi 802.11 a/b/g/n/ac, dual-band, Wi-Fi Direct, hotspot
  - Bluetooth: v4.2, A2DP, LE, aptX
  - GPS: Da, s A-GPS-om, GLONASS-om, BDS-om
  - NFC: Da
  - Radio: Ne
  - USB: microUSB v2.0, USB Host
- Mogućnosti
  - Senzori: Otisak prsta, akcelerometar, žiroskop, blizina, kompas, barometar, broj otkucaja srca, SpO2
  - Poruke: SMS, MMS, Email, Push Mail, IM
  - Java: Ne
  - Ostalo: Brzo punjenje baterije: 60% u 30 min. (Quick Charge 2.0) 
Qi/PMA wireless charging (market dependent) 
ANT+ support 
S-Voice Diktiranje i upravljanje uređajem vlastitim glasom 
OneDrive (115 GB prostora na oblaku) 
MP4/DivX/XviD/WMV/H.264 player 
MP3/WAV/WMA/eAAC+/FLAC player 
Uređivač slika/videa 
Uređivač dokumenata
- Baterija
  - Vrsta: Neuklonjiva Li-Ion 3000 mAh baterija
  - Vrijeme razgovora: Do 22 sata (3G)
  - Vrijeme reproduciranja glazbe: Do 62 sata
- Ostalo
  - Boje: Crna, bijela, zlatna, srebrna, ružičasto - zlatna
- Testiranja
  - Performanse: Basemark OS II: 2004 / Basemark OS II 2.0: 2128 
Basemark X: 32345
  - Zaslon: Kontrast: Beskonačan (nominalni), 4,376 (sunčevo svjetlo)
  - Fotoaparat: Fotografiranje / Video snimanje
  - Zvučnik: Glasnoća 69dB / Buka 69dB / Melodija 71dB
  - Kvaliteta zvuka: Buka -92.5dB / Preslušavanje -92.7dB
  - Izdržljivost baterije: Oko 80h

## O uređaju
Samsung Galaxy S7 i S7 Edge su posljednji uređaji serije Galaxy S koja postoji još od 2010. godine. Uređaji su predstavljeni u veljači 2016. godine na Mobile World Congressu u Barceloni 22. siječnja 2016. godine. Samsung Galaxy S7 se dizajnom minimalno razlikuje od Samsung Galaxy-a S6. Vraćen je utor za microSD kartice, ali i otpornost na vodu s IP68 certifikatom. Samsung Galaxy S7 se od Samsung Galaxy-a S6 ponajviše razlikuje po novom procesoru, novoj kameri, jačoj bateriji, brzom bežičnom punjenju, vidljivo boljem čitaču otisaka prstiju i još mnogo drugih detalja.